# Allmania nodiflora
Allmania nodiflora är en amarantväxtart som först beskrevs av Carl von Linné, och fick sitt nu gällande namn av Robert Brown och Robert Wight. Allmania nodiflora ingår i släktet Allmania och familjen amarantväxter. Inga underarter finns listade i Catalogue of Life.

## Bildgalleri

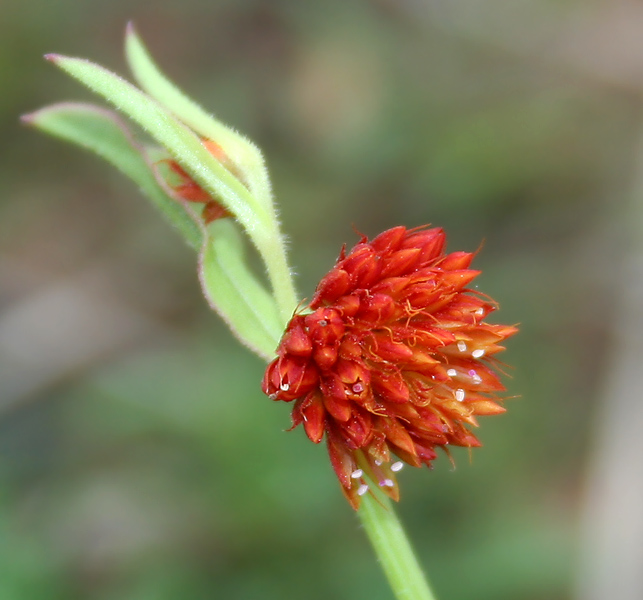
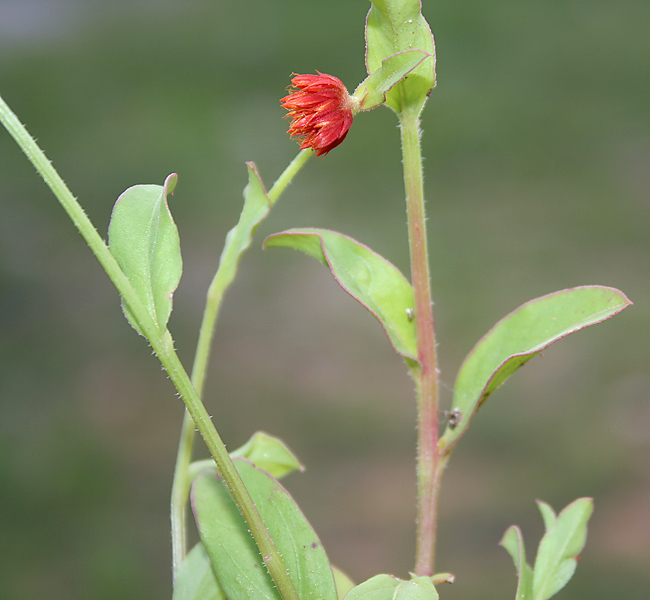
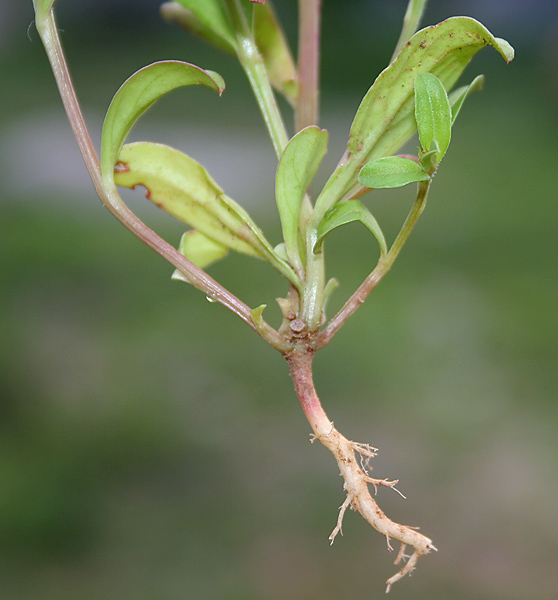
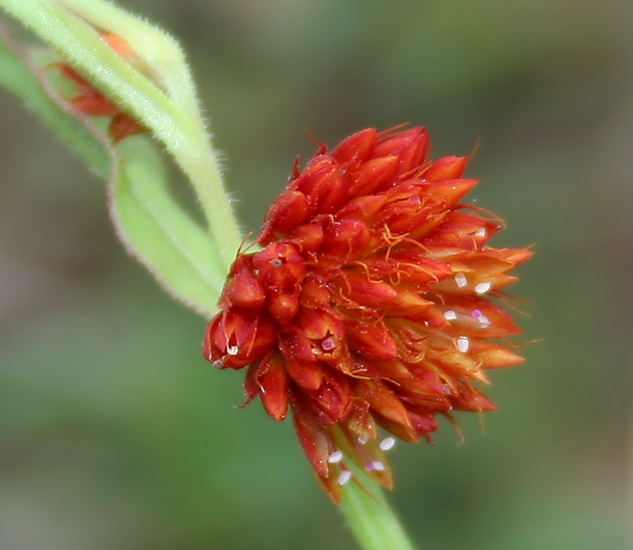